# UEFA Champions League 2009/10/Inter Mailand

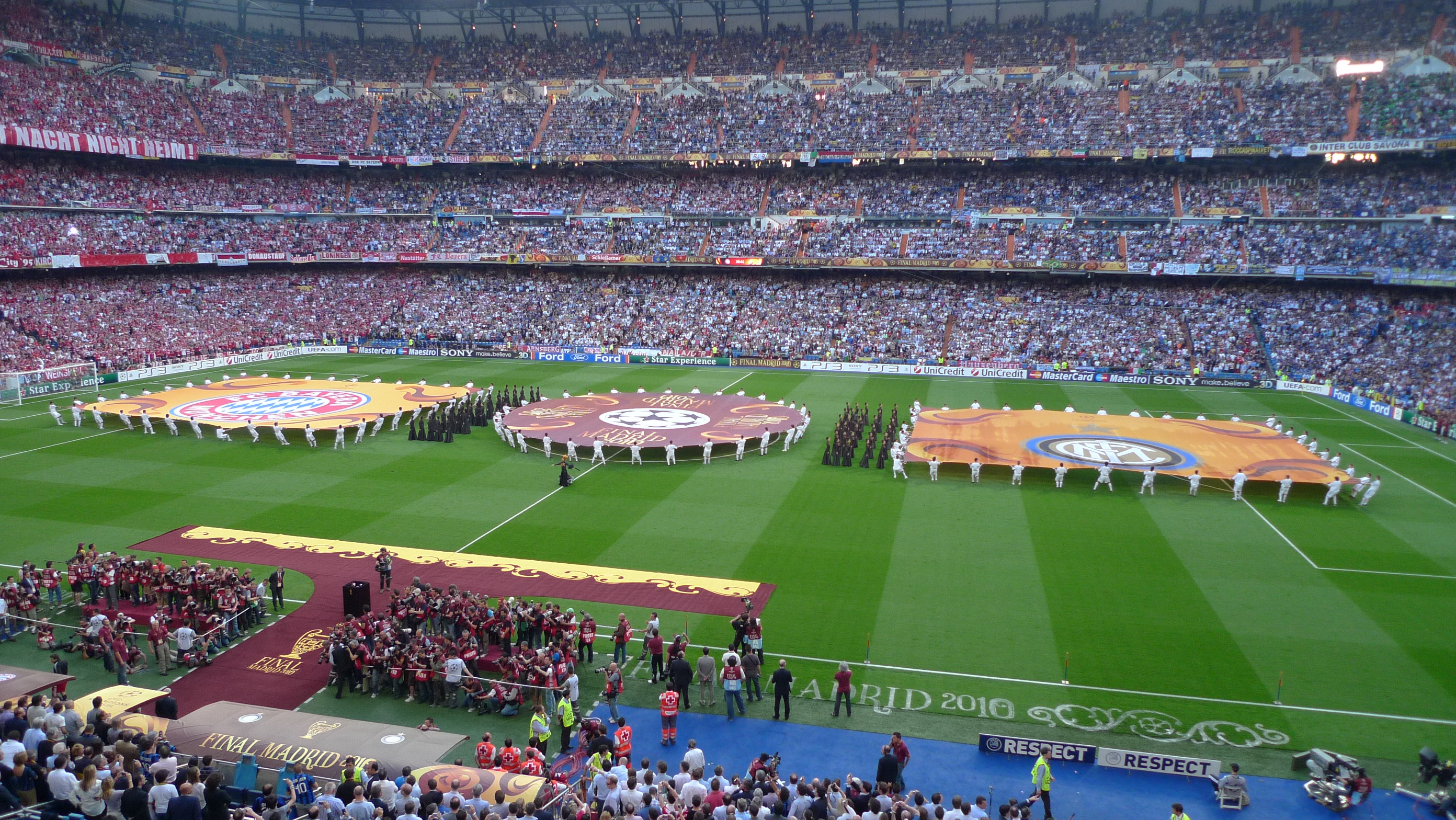
Eröffnungszeremonie vor dem Finale

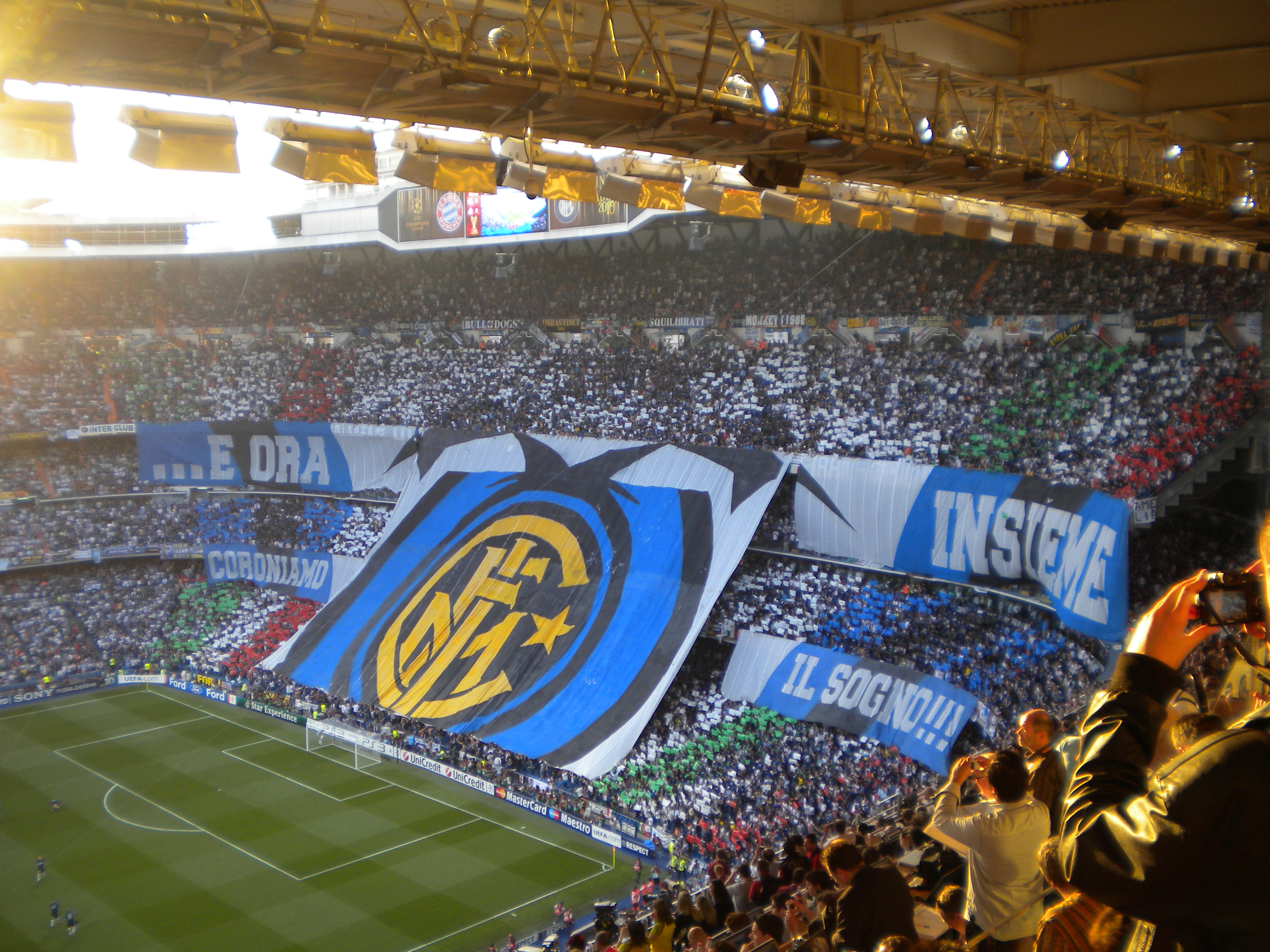
Fankurve der Interisti im Finale

Der nachstehende Artikel behandelt die Statistiken der Champions-League-Spiele des späteren Siegers Inter Mailand aus der Saison 2009/10.

## Gruppenphase
Als italienischer Meister der Saison 2008/09 war Inter Mailand automatisch für die Champions League qualifiziert.

### Inter Mailand – FC Barcelona 0:0
| Inter Mailand                                                                  | Inter Mailand | FC Barcelona | FC Barcelona |
| ------------------------------------------------------------------------------ | --- | --- | ------------ |
| Inter Mailand                                                                  | \| 1. Gruppenspiel \| \| Mittwoch, 16. September 2009 um 20:45 Uhr in Mailand (Giuseppe-Meazza-Stadion) \| \| Zuschauer: 77.321 \| \| Schiedsrichter: Wolfgang Stark ( Deutschland) \| \| Spielbericht \|                                            | \| 1. Gruppenspiel \| \| Mittwoch, 16. September 2009 um 20:45 Uhr in Mailand (Giuseppe-Meazza-Stadion) \| \| Zuschauer: 77.321 \| \| Schiedsrichter: Wolfgang Stark ( Deutschland) \| \| Spielbericht \| | FC Barcelona |
| Inter Mailand                                                                  | Júlio César – Maicon, Lúcio, Walter Samuel, Cristian Chivu – Javier Zanetti , Thiago Motta, Sulley Muntari (62. Dejan Stanković) – Wesley Sneijder (80. Davide Santon) – Samuel Eto’o, Diego Milito (85. Mario Balotelli) Cheftrainer: José Mourinho | Víctor Valdés – Dani Alves, Carles Puyol , Gerard Piqué, Éric Abidal – Yaya Touré, Xavi, Seydou Keita – Lionel Messi, Zlatan Ibrahimović, Thierry Henry (77. Andrés Iniesta) Cheftrainer: Pep Guardiola   | FC Barcelona |
| Inter Mailand                                                                  | Chivu (90.) | Henry (54.), Touré (83.) | FC Barcelona |
| 1. Gruppenspiel                                                                | | |              |
| Mittwoch, 16. September 2009 um 20:45 Uhr in Mailand (Giuseppe-Meazza-Stadion) | | |              |
| Zuschauer: 77.321                                                              | | |              |
| Schiedsrichter: Wolfgang Stark ( Deutschland)                                  | | |              |
| Spielbericht                                                                   | | |              |

### Rubin Kasan – Inter Mailand 1:1 (1:1)
| Rubin Kasan                                                         | Rubin Kasan | Inter Mailand | Inter Mailand |
| ------------------------------------------------------------------- | --- | --- | ------------- |
| Rubin Kasan                                                         | \| 2. Gruppenspiel \| \| Dienstag, 29. September 2009 um 18:30 Uhr in Kasan (Zentralstadion) \| \| Zuschauer: 23.670 \| \| Schiedsrichter: Terje Hauge ( Norwegen) \| \| Spielbericht \|                                                                  | \| 2. Gruppenspiel \| \| Dienstag, 29. September 2009 um 18:30 Uhr in Kasan (Zentralstadion) \| \| Zuschauer: 23.670 \| \| Schiedsrichter: Terje Hauge ( Norwegen) \| \| Spielbericht \|                                         | Inter Mailand |
| Rubin Kasan                                                         | Sergei Ryschikow – Lascha Salukwadse, Roman Scharonow, César Navas, Cristian Ansaldi – Gökdeniz Karadeniz, Sergei Semak , Christian Noboa, Alexander Rjasanzew – Alejandro Domínguez (86. Alan Kassajew), Alexander Bucharow Cheftrainer: Gurban Berdiýew | Júlio César – Maicon, Lúcio, Walter Samuel, Cristian Chivu – Javier Zanetti , Esteban Cambiasso (80. Patrick Vieira), Dejan Stanković – Mario Balotelli, Samuel Eto’o, Mancini (64. Ricardo Quaresma) Cheftrainer: José Mourinho | Inter Mailand |
| Rubin Kasan                                                         | 1:0 Domínguez (11.) | 1:1 Stanković (27.) | Inter Mailand |
| Rubin Kasan                                                         | Karadeniz (9.) | Samuel (14.), Maicon (63.) | Inter Mailand |
| Rubin Kasan                                                         | Balotelli (60.) | | Inter Mailand |
| 2. Gruppenspiel                                                     | | |               |
| Dienstag, 29. September 2009 um 18:30 Uhr in Kasan (Zentralstadion) | | |               |
| Zuschauer: 23.670                                                   | | |               |
| Schiedsrichter: Terje Hauge ( Norwegen)                             | | |               |
| Spielbericht                                                        | | |               |

### Inter Mailand – Dynamo Kiew 2:2 (1:2)
| Inter Mailand                                                                | Inter Mailand | Dynamo Kiew | Dynamo Kiew |
| ---------------------------------------------------------------------------- | --- | --- | ----------- |
| Inter Mailand                                                                | \| 3. Gruppenspiel \| \| Dienstag, 20. Oktober 2009 um 20:45 Uhr in Mailand (Giuseppe-Meazza-Stadion) \| \| Zuschauer: 34.721 \| \| Schiedsrichter: Martin Atkinson ( England) \| \| Spielbericht \|                                                      | \| 3. Gruppenspiel \| \| Dienstag, 20. Oktober 2009 um 20:45 Uhr in Mailand (Giuseppe-Meazza-Stadion) \| \| Zuschauer: 34.721 \| \| Schiedsrichter: Martin Atkinson ( England) \| \| Spielbericht \|                                                                                     | Dynamo Kiew |
| Inter Mailand                                                                | Júlio César – Maicon, Lúcio, Walter Samuel, Cristian Chivu – Javier Zanetti , Esteban Cambiasso (86. Marco Materazzi), Dejan Stanković (85. Patrick Vieira) – Sulley Muntari (46. David Suazo), Wesley Sneijder – Samuel Eto’o Cheftrainer: José Mourinho | Stanislaw Bohusch – Roman Eremenko, Jewhen Chatscheridi, Leandro Almeida, Gérson Magrão (70. Betão) – Taras Mychalyk, Ognjen Vukojević – Andrij Schewtschenko, Miloš Ninković (69. Oleh Hussjew), Andrij Jarmolenko – Artem Milewskyj (90.+2' Artem Krawez) Cheftrainer: Waleri Gassajew | Dynamo Kiew |
| Inter Mailand                                                                | 1:1 Stanković (35.) 2:2 Samuel (47.) | 0:1 Mychalyk (5.) 1:2 Lúcio (40., Eigentor) | Dynamo Kiew |
| Inter Mailand                                                                | Stanković (23.), Maicon (29.), Chivu (52.), Zanetti (83.) | Almeida (31.), Schewtschenko (61.), Milewskyj (68.), Vukojević (82.) | Dynamo Kiew |
| 3. Gruppenspiel                                                              | | |             |
| Dienstag, 20. Oktober 2009 um 20:45 Uhr in Mailand (Giuseppe-Meazza-Stadion) | | |             |
| Zuschauer: 34.721                                                            | | |             |
| Schiedsrichter: Martin Atkinson ( England)                                   | | |             |
| Spielbericht                                                                 | | |             |

### Dynamo Kiew – Inter Mailand 1:2 (1:0)
| Dynamo Kiew                                                                   | Dynamo Kiew | Inter Mailand | Inter Mailand |
| ----------------------------------------------------------------------------- | --- | --- | ------------- |
| Dynamo Kiew                                                                   | \| 4. Gruppenspiel \| \| Mittwoch, 4. November 2009 um 20:45 Uhr in Kiew (Walerij-Lobanowskyj-Stadion) \| \| Zuschauer: 15.900 \| \| Schiedsrichter: Bertrand Layec ( Frankreich) \| \| Spielbericht \|                                                | \| 4. Gruppenspiel \| \| Mittwoch, 4. November 2009 um 20:45 Uhr in Kiew (Walerij-Lobanowskyj-Stadion) \| \| Zuschauer: 15.900 \| \| Schiedsrichter: Bertrand Layec ( Frankreich) \| \| Spielbericht \|                                                  | Inter Mailand |
| Dynamo Kiew                                                                   | Stanislaw Bohusch – Roman Eremenko, Jewhen Chatscheridi, Leandro Almeida, Gérson Magrão – Taras Mychalyk, Ognjen Vukojević – Andrij Schewtschenko, Miloš Ninković, Andrij Jarmolenko – Artem Milewskyj (70. Oleh Hussjew) Cheftrainer: Waleri Gassajew | Júlio César – Maicon, Lúcio, Walter Samuel (79. Sulley Muntari), Cristian Chivu (46. Mario Balotelli) – Javier Zanetti , Esteban Cambiasso (46. Thiago Motta), Dejan Stanković – Wesley Sneijder – Samuel Eto’o, Diego Milito Cheftrainer: José Mourinho | Inter Mailand |
| Dynamo Kiew                                                                   | 1:0 Schewtschenko (21.) | 1:1 Milito (86.) 1:2 Sneijder (89.) | Inter Mailand |
| Dynamo Kiew                                                                   | Almeida (28.), Mychalyk (53.) | Samuel (23.), Lúcio (45.) | Inter Mailand |
| 4. Gruppenspiel                                                               | | |               |
| Mittwoch, 4. November 2009 um 20:45 Uhr in Kiew (Walerij-Lobanowskyj-Stadion) | | |               |
| Zuschauer: 15.900                                                             | | |               |
| Schiedsrichter: Bertrand Layec ( Frankreich)                                  | | |               |
| Spielbericht                                                                  | | |               |

### FC Barcelona – Inter Mailand 2:0 (2:0)
| FC Barcelona                                                     | FC Barcelona | Inter Mailand | Inter Mailand |
| ---------------------------------------------------------------- | --- | --- | ------------- |
| FC Barcelona                                                     | \| 5. Gruppenspiel \| \| Dienstag, 24. November 2009 um 20:45 Uhr in Barcelona (Camp Nou) \| \| Zuschauer: 93.524 \| \| Schiedsrichter: Massimo Busacca ( Schweiz) \| \| Spielbericht \|                                                  | \| 5. Gruppenspiel \| \| Dienstag, 24. November 2009 um 20:45 Uhr in Barcelona (Camp Nou) \| \| Zuschauer: 93.524 \| \| Schiedsrichter: Massimo Busacca ( Schweiz) \| \| Spielbericht \|                                                                  | Inter Mailand |
| FC Barcelona                                                     | Víctor Valdés – Dani Alves, Carles Puyol , Gerard Piqué, Éric Abidal (89. Maxwell) – Xavi, Sergio Busquets, Seydou Keita – Pedro (85. Bojan Krkić), Thierry Henry, Andrés Iniesta (90.+5' Jonathan dos Santos) Cheftrainer: Pep Guardiola | Júlio César – Maicon, Lúcio, Walter Samuel, Cristian Chivu – Javier Zanetti , Esteban Cambiasso (46. Sulley Muntari), Thiago Motta – Dejan Stanković (71. Mario Balotelli) – Samuel Eto’o, Diego Milito (82. Ricardo Quaresma) Cheftrainer: José Mourinho | Inter Mailand |
| FC Barcelona                                                     | 1:0 Piqué (10.) 2:0 Pedro (26.) | | Inter Mailand |
| FC Barcelona                                                     | Puyol (34.), Pedro (50.) | Motta (18.), Chivu (80./3., gesperrt), Zanetti (89.) | Inter Mailand |
| 5. Gruppenspiel                                                  | | |               |
| Dienstag, 24. November 2009 um 20:45 Uhr in Barcelona (Camp Nou) | | |               |
| Zuschauer: 93.524                                                | | |               |
| Schiedsrichter: Massimo Busacca ( Schweiz)                       | | |               |
| Spielbericht                                                     | | |               |

### Inter Mailand – Rubin Kasan 2:0 (1:0)
| Inter Mailand                                                                | Inter Mailand | Rubin Kasan | Rubin Kasan |
| ---------------------------------------------------------------------------- | --- | --- | ----------- |
| Inter Mailand                                                                | \| 6. Gruppenspiel \| \| Mittwoch, 9. Dezember 2009 um 20:45 Uhr in Mailand (Giuseppe-Meazza-Stadion) \| \| Zuschauer: 49.539 \| \| Schiedsrichter: Pieter Vink ( Niederlande) \| \| Spielbericht \|                                                  | \| 6. Gruppenspiel \| \| Mittwoch, 9. Dezember 2009 um 20:45 Uhr in Mailand (Giuseppe-Meazza-Stadion) \| \| Zuschauer: 49.539 \| \| Schiedsrichter: Pieter Vink ( Niederlande) \| \| Spielbericht \|                                                                                            | Rubin Kasan |
| Inter Mailand                                                                | Júlio César – Maicon, Lúcio, Walter Samuel (15. Iván Córdoba), Javier Zanetti – Dejan Stanković (51. Esteban Cambiasso), Thiago Motta – Samuel Eto’o, Wesley Sneijder, Mario Balotelli (77. Sulley Muntari) – Diego Milito Cheftrainer: José Mourinho | Sergei Ryschikow – Witali Kaleschin, Lascha Salukwadse, César Navas, Alexei Popow – Alexander Rjasanzew (84. Jewgeni Baljaikin), Sergei Semak , Christian Noboa (81. Pjotr Bystrow), Rafał Murawski – Gökdeniz Karadeniz (74. Alan Kassajew) – Alejandro Domínguez Cheftrainer: Gurban Berdiýew | Rubin Kasan |
| Inter Mailand                                                                | 1:0 Eto’o (31.) 2:0 Balotelli (64.) | | Rubin Kasan |
| Inter Mailand                                                                | Balotelli (46.), Lúcio (69.) | Murawski (28.), Navas (43.) | Rubin Kasan |
| 6. Gruppenspiel                                                              | | |             |
| Mittwoch, 9. Dezember 2009 um 20:45 Uhr in Mailand (Giuseppe-Meazza-Stadion) | | |             |
| Zuschauer: 49.539                                                            | | |             |
| Schiedsrichter: Pieter Vink ( Niederlande)                                   | | |             |
| Spielbericht                                                                 | | |             |

### Abschlusstabelle der Gruppe F
| Pl. | Verein        | Sp. | S | U | N | Tore    | Diff. | Punkte |
| --- | ------------- | --- | - | - | - | ------- | ----- | ------ |
| 1.  | FC Barcelona  | 6   | 3 | 2 | 1 | 007:300 | +4    | 11     |
| 2.  | Inter Mailand | 6   | 2 | 3 | 1 | 007:600 | +1    | 09     |
| 3.  | Rubin Kasan   | 6   | 1 | 3 | 2 | 004:700 | −3    | 06     |
| 4.  | Dynamo Kiew   | 6   | 1 | 2 | 3 | 007:900 | −2    | 05     |

## Achtelfinale

### Inter Mailand – FC Chelsea 2:1 (1:0)
| Inter Mailand                                                                | Inter Mailand | FC Chelsea | FC Chelsea |
| ---------------------------------------------------------------------------- | --- | --- | ---------- |
| Inter Mailand                                                                | \| Achtelfinale, Hinspiel \| \| Mittwoch, 24. Februar 2010 um 20:45 Uhr in Mailand (Giuseppe-Meazza-Stadion) \| \| Zuschauer: 78.587 \| \| Schiedsrichter: Manuel Mejuto González ( Spanien) \| \| Spielbericht \|                                    | \| Achtelfinale, Hinspiel \| \| Mittwoch, 24. Februar 2010 um 20:45 Uhr in Mailand (Giuseppe-Meazza-Stadion) \| \| Zuschauer: 78.587 \| \| Schiedsrichter: Manuel Mejuto González ( Spanien) \| \| Spielbericht \|                                        | FC Chelsea |
| Inter Mailand                                                                | Júlio César – Maicon, Lúcio, Walter Samuel, Javier Zanetti – Dejan Stanković (84. Sulley Muntari), Esteban Cambiasso, Thiago Motta (58. Mario Balotelli) – Wesley Sneijder – Samuel Eto’o (68. Goran Pandev), Diego Milito Cheftrainer: José Mourinho | Petr Čech (62. Henrique Hilário) – Branislav Ivanović, Ricardo Carvalho, John Terry , Florent Malouda – Michael Ballack, John Obi Mikel, Frank Lampard – Nicolas Anelka, Didier Drogba, Salomon Kalou (78. Daniel Sturridge) Cheftrainer: Carlo Ancelotti | FC Chelsea |
| Inter Mailand                                                                | 1:0 Milito (3.) 2:1 Cambiasso (55.) | 1:1 Kalou (51.) | FC Chelsea |
| Inter Mailand                                                                | Motta (10.), Milito (22.) | Kalou (23.) | FC Chelsea |
| Achtelfinale, Hinspiel                                                       | | |            |
| Mittwoch, 24. Februar 2010 um 20:45 Uhr in Mailand (Giuseppe-Meazza-Stadion) | | |            |
| Zuschauer: 78.587                                                            | | |            |
| Schiedsrichter: Manuel Mejuto González ( Spanien)                            | | |            |
| Spielbericht                                                                 | | |            |

### FC Chelsea – Inter Mailand 0:1 (0:0)
| FC Chelsea                                                       | FC Chelsea | Inter Mailand | Inter Mailand |
| ---------------------------------------------------------------- | --- | --- | ------------- |
| FC Chelsea                                                       | \| Achtelfinale, Rückspiel \| \| Dienstag, 16. März 2007 um 20:45 Uhr in London (Stamford Bridge) \| \| Zuschauer: 38.107 \| \| Schiedsrichter: Wolfgang Stark ( Deutschland) \| \| Spielbericht \|                                    | \| Achtelfinale, Rückspiel \| \| Dienstag, 16. März 2007 um 20:45 Uhr in London (Stamford Bridge) \| \| Zuschauer: 38.107 \| \| Schiedsrichter: Wolfgang Stark ( Deutschland) \| \| Spielbericht \|                                                    | Inter Mailand |
| FC Chelsea                                                       | Ross Turnbull – Branislav Ivanović, Alex, John Terry , Juri Schirkow (73. Salomon Kalou) – Michael Ballack (62. Joe Cole), John Obi Mikel, Frank Lampard – Nicolas Anelka, Didier Drogba, Florent Malouda Cheftrainer: Carlo Ancelotti | Júlio César – Maicon, Lúcio, Walter Samuel, Javier Zanetti – Esteban Cambiasso, Thiago Motta (90. Marco Materazzi) – Samuel Eto’o, Wesley Sneijder (85. McDonald Mariga), Goran Pandev (75. Dejan Stanković) – Diego Milito Cheftrainer: José Mourinho | Inter Mailand |
| FC Chelsea                                                       | 0:1 Eto’o (79.) | | Inter Mailand |
| FC Chelsea                                                       | Malouda (55.), Drogba (57.), Alex (83.), Terry (89.) | Eto’o (17.), Motta (48./3., gesperrt), Lúcio (54./3., gesperrt), J.César (82.) | Inter Mailand |
| FC Chelsea                                                       | Drogba (87.) | | Inter Mailand |
| Achtelfinale, Rückspiel                                          | | |               |
| Dienstag, 16. März 2007 um 20:45 Uhr in London (Stamford Bridge) | | |               |
| Zuschauer: 38.107                                                | | |               |
| Schiedsrichter: Wolfgang Stark ( Deutschland)                    | | |               |
| Spielbericht                                                     | | |               |

## Viertelfinale

### Inter Mailand – ZSKA Moskau 1:0 (0:0)
| Inter Mailand                                                             | Inter Mailand | ZSKA Moskau | ZSKA Moskau |
| ------------------------------------------------------------------------- | --- | --- | ----------- |
| Inter Mailand                                                             | \| Viertelfinale, Hinspiel \| \| Mittwoch, 31. März 2010 um 20:45 Uhr in Mailand (Giuseppe-Meazza-Stadion) \| \| Zuschauer: 69.398 \| \| Schiedsrichter: Howard Webb ( England) \| \| Spielbericht \|                      | \| Viertelfinale, Hinspiel \| \| Mittwoch, 31. März 2010 um 20:45 Uhr in Mailand (Giuseppe-Meazza-Stadion) \| \| Zuschauer: 69.398 \| \| Schiedsrichter: Howard Webb ( England) \| \| Spielbericht \|                                                                                     | ZSKA Moskau |
| Inter Mailand                                                             | Júlio César – Maicon, Marco Materazzi, Walter Samuel, Javier Zanetti – Esteban Cambiasso, Dejan Stanković – Samuel Eto’o, Wesley Sneijder, Goran Pandev (90.+4' McDonald Mariga) – Diego Milito Cheftrainer: José Mourinho | Igor Akinfejew – Wassili Beresuzki, Alexei Beresuzki, Sergei Ignaschewitsch, Georgi Schtschennikow – Jewgeni Aldonin (76. Elvir Rahimić), Deividas Šemberas – Miloš Krasić, Keisuke Honda (70. Alan Dsagojew), Pawel Mamajew (73. Mark González) – Tomáš Necid Cheftrainer: Leonid Sluzki | ZSKA Moskau |
| Inter Mailand                                                             | 1:0 Milito (65.) | | ZSKA Moskau |
| Inter Mailand                                                             | Materazzi (12.) | Krasić (32.), Aldonin (37.) | ZSKA Moskau |
| Viertelfinale, Hinspiel                                                   | | |             |
| Mittwoch, 31. März 2010 um 20:45 Uhr in Mailand (Giuseppe-Meazza-Stadion) | | |             |
| Zuschauer: 69.398                                                         | | |             |
| Schiedsrichter: Howard Webb ( England)                                    | | |             |
| Spielbericht                                                              | | |             |

### ZSKA Moskau – Inter Mailand 0:1 (0:1)
| ZSKA Moskau                                                               | ZSKA Moskau | Inter Mailand | Inter Mailand |
| ------------------------------------------------------------------------- | --- | --- | ------------- |
| ZSKA Moskau                                                               | \| Viertelfinale, Rückspiel \| \| Dienstag, 6. April 2010 um 20:45 Uhr in Moskau (Olympiastadion Luschniki) \| \| Zuschauer: 54.400 \| \| Schiedsrichter: Stéphane Lannoy ( Frankreich) \| \| Spielbericht \|                                                                      | \| Viertelfinale, Rückspiel \| \| Dienstag, 6. April 2010 um 20:45 Uhr in Moskau (Olympiastadion Luschniki) \| \| Zuschauer: 54.400 \| \| Schiedsrichter: Stéphane Lannoy ( Frankreich) \| \| Spielbericht \|                                           | Inter Mailand |
| ZSKA Moskau                                                               | Igor Akinfejew – Wassili Beresuzki (14. Chidi Odiah), Alexei Beresuzki, Sergei Ignaschewitsch, Georgi Schtschennikow – Keisuke Honda (77. Elvir Rahimić), Deividas Šemberas – Pawel Mamajew, Alan Dsagojew, Mark González – Tomáš Necid (71. Guilherme) Cheftrainer: Leonid Sluzki | Júlio César – Maicon, Lúcio, Walter Samuel, Javier Zanetti – Esteban Cambiasso, Dejan Stanković – Samuel Eto’o, Wesley Sneijder (86. Sulley Muntari), Goran Pandev (63. Cristian Chivu) – Diego Milito (74. Mario Balotelli) Cheftrainer: José Mourinho | Inter Mailand |
| ZSKA Moskau                                                               | 0:1 Sneijder (6.) | | Inter Mailand |
| ZSKA Moskau                                                               | Mamajew (63.) | Stanković (16.) | Inter Mailand |
| ZSKA Moskau                                                               | Odiah (49.) | | Inter Mailand |
| Viertelfinale, Rückspiel                                                  | | |               |
| Dienstag, 6. April 2010 um 20:45 Uhr in Moskau (Olympiastadion Luschniki) | | |               |
| Zuschauer: 54.400                                                         | | |               |
| Schiedsrichter: Stéphane Lannoy ( Frankreich)                             | | |               |
| Spielbericht                                                              | | |               |

## Halbfinale

### Inter Mailand – FC Barcelona 3:1 (1:1)
| Inter Mailand                                                              | Inter Mailand | FC Barcelona | FC Barcelona |
| -------------------------------------------------------------------------- | --- | --- | ------------ |
| Inter Mailand                                                              | \| Halbfinale, Hinspiel \| \| Dienstag, 20. April 2010 um 20:45 Uhr in Mailand (Giuseppe-Meazza-Stadion) \| \| Zuschauer: 80.018 (ausverkauft) \| \| Schiedsrichter: Olegário Benquerença ( Portugal) \| \| Spielbericht \|                           | \| Halbfinale, Hinspiel \| \| Dienstag, 20. April 2010 um 20:45 Uhr in Mailand (Giuseppe-Meazza-Stadion) \| \| Zuschauer: 80.018 (ausverkauft) \| \| Schiedsrichter: Olegário Benquerença ( Portugal) \| \| Spielbericht \| | FC Barcelona |
| Inter Mailand                                                              | Júlio César – Maicon (73. Cristian Chivu), Lúcio, Walter Samuel, Javier Zanetti – Esteban Cambiasso, Thiago Motta – Samuel Eto’o, Wesley Sneijder, Goran Pandev (56. Dejan Stanković) – Diego Milito (75. Mario Balotelli) Cheftrainer: José Mourinho | Víctor Valdés – Dani Alves, Carles Puyol , Gerard Piqué, Maxwell – Xavi, Sergio Busquets, Seydou Keita – Lionel Messi, Zlatan Ibrahimović (62. Éric Abidal), Pedro Cheftrainer: Pep Guardiola                               | FC Barcelona |
| Inter Mailand                                                              | 1:1 Sneijder (30.) 2:1 Maicon (48.) 3:1 Milito (61.) | 0:1 Pedro (19.) | FC Barcelona |
| Inter Mailand                                                              | Eto’o (12.), Stanković (82./3., gesperrt) | Busquets (45.+1'), Puyol (51.), Piqué (60.), Keita (68.), Alves (83.) | FC Barcelona |
| Halbfinale, Hinspiel                                                       | | |              |
| Dienstag, 20. April 2010 um 20:45 Uhr in Mailand (Giuseppe-Meazza-Stadion) | | |              |
| Zuschauer: 80.018 (ausverkauft)                                            | | |              |
| Schiedsrichter: Olegário Benquerença ( Portugal)                           | | |              |
| Spielbericht                                                               | | |              |

### FC Barcelona – Inter Mailand 1:0 (0:0)
| FC Barcelona                                                  | FC Barcelona | Inter Mailand | Inter Mailand |
| ------------------------------------------------------------- | --- | --- | ------------- |
| FC Barcelona                                                  | \| Halbfinale, Rückspiel \| \| Mittwoch, 28. April 2010 um 20:45 Uhr in Barcelona (Camp Nou) \| \| Zuschauer: 96.214 \| \| Schiedsrichter: Frank De Bleeckere ( Belgien) \| \| Spielbericht \|                                 | \| Halbfinale, Rückspiel \| \| Mittwoch, 28. April 2010 um 20:45 Uhr in Barcelona (Camp Nou) \| \| Zuschauer: 96.214 \| \| Schiedsrichter: Frank De Bleeckere ( Belgien) \| \| Spielbericht \|                                                       | Inter Mailand |
| FC Barcelona                                                  | Víctor Valdés – Dani Alves, Gabriel Milito (46. Maxwell), Gerard Piqué, Seydou Keita – Xavi , Sergio Busquets (63. Jeffrén), Yaya Touré – Lionel Messi, Zlatan Ibrahimović (63. Bojan Krkić), Pedro Cheftrainer: Pep Guardiola | Júlio César – Maicon, Lúcio, Walter Samuel, Javier Zanetti – Esteban Cambiasso, Thiago Motta – Samuel Eto’o (86. McDonald Mariga), Wesley Sneijder (67. Sulley Muntari), Cristian Chivu – Diego Milito (81. Iván Córdoba) Cheftrainer: José Mourinho | Inter Mailand |
| FC Barcelona                                                  | 1:0 Piqué (84.) | | Inter Mailand |
| FC Barcelona                                                  | Pedro (28.) | J.César (35.), Chivu (43.), Lúcio (82.) | Inter Mailand |
| FC Barcelona                                                  | Motta (28.) | | Inter Mailand |
| Halbfinale, Rückspiel                                         | | |               |
| Mittwoch, 28. April 2010 um 20:45 Uhr in Barcelona (Camp Nou) | | |               |
| Zuschauer: 96.214                                             | | |               |
| Schiedsrichter: Frank De Bleeckere ( Belgien)                 | | |               |
| Spielbericht                                                  | | |               |

## Finale

### FC Bayern München – Inter Mailand 0:2 (0:1)
- Inter Mailand gewann erstmals seit der Saison 1964/65 den Titel im Europapokal der Landesmeister bzw. der Champions League.
- Inter Mailand gewann das Triple aus italienischer Meisterschaft, Coppa Italia und der Champions League.

## Galerie

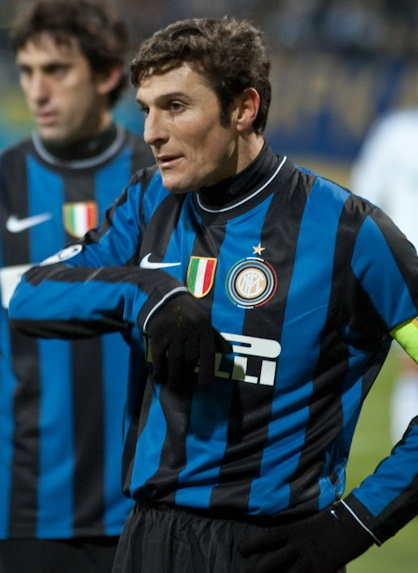
Javier Zanetti
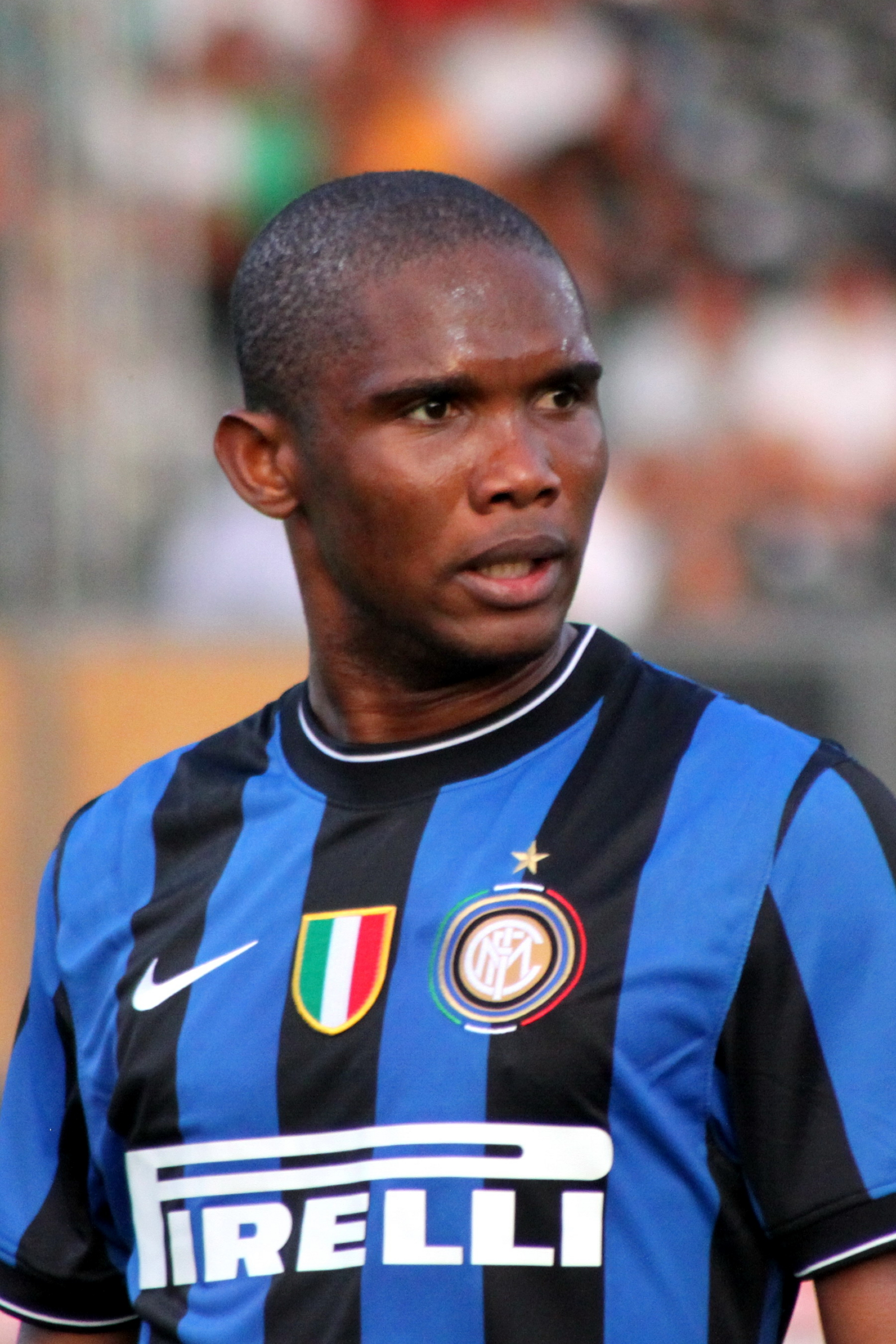
Samuel Eto’o
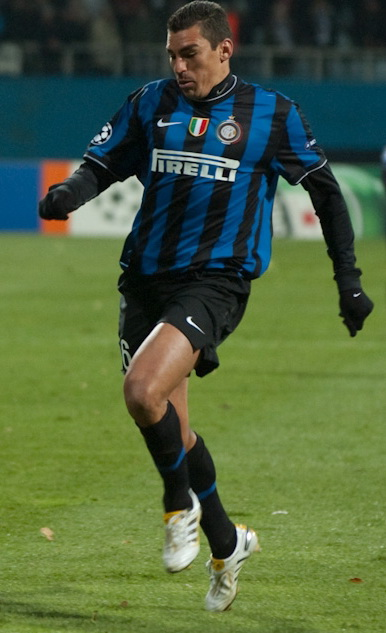
Lúcio
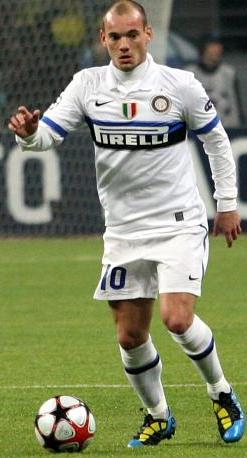
Wesley Sneijder
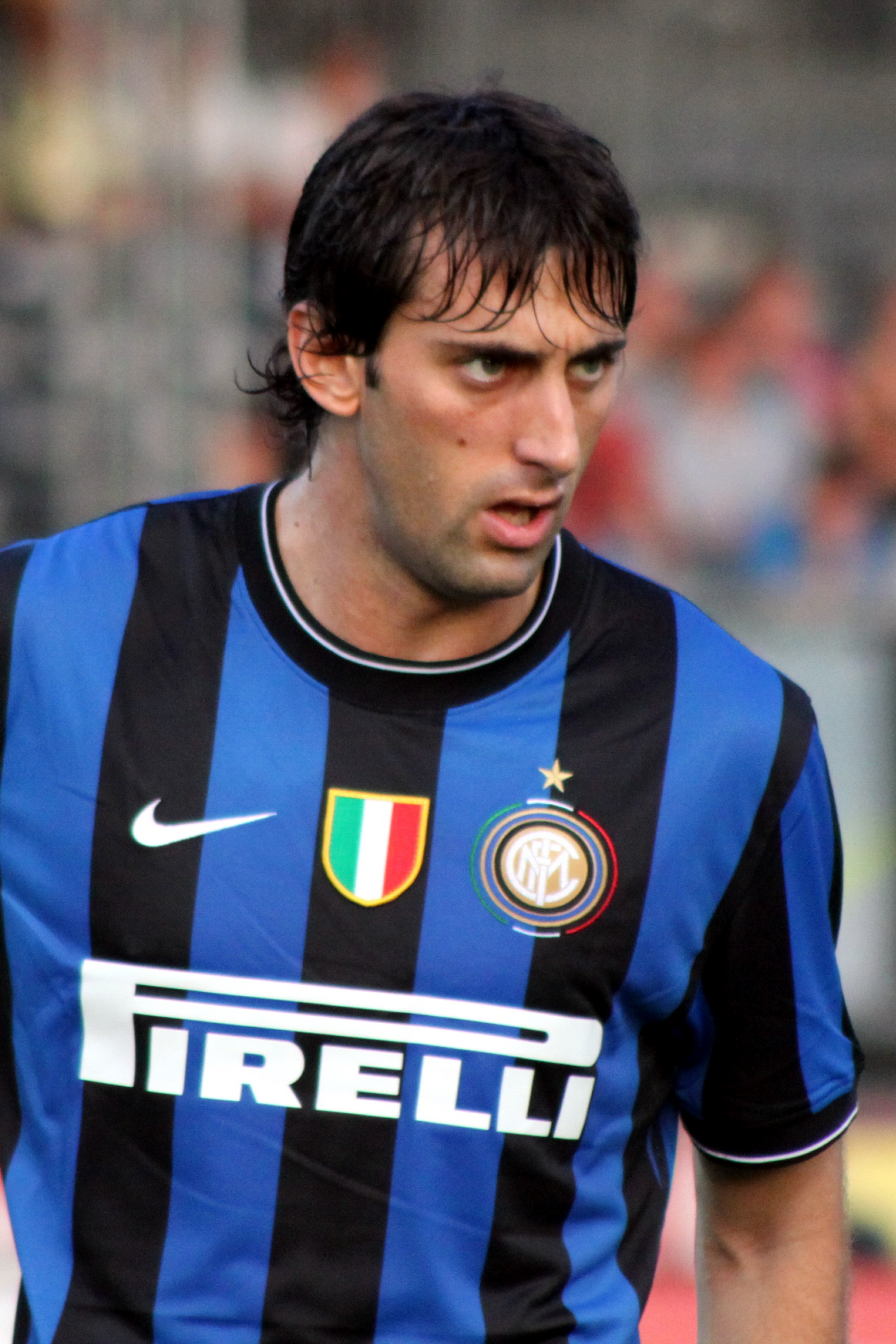
Diego Milito
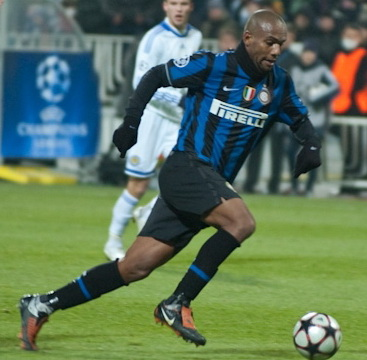
Maicon
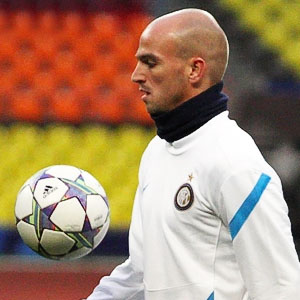
Esteban Cambiasso
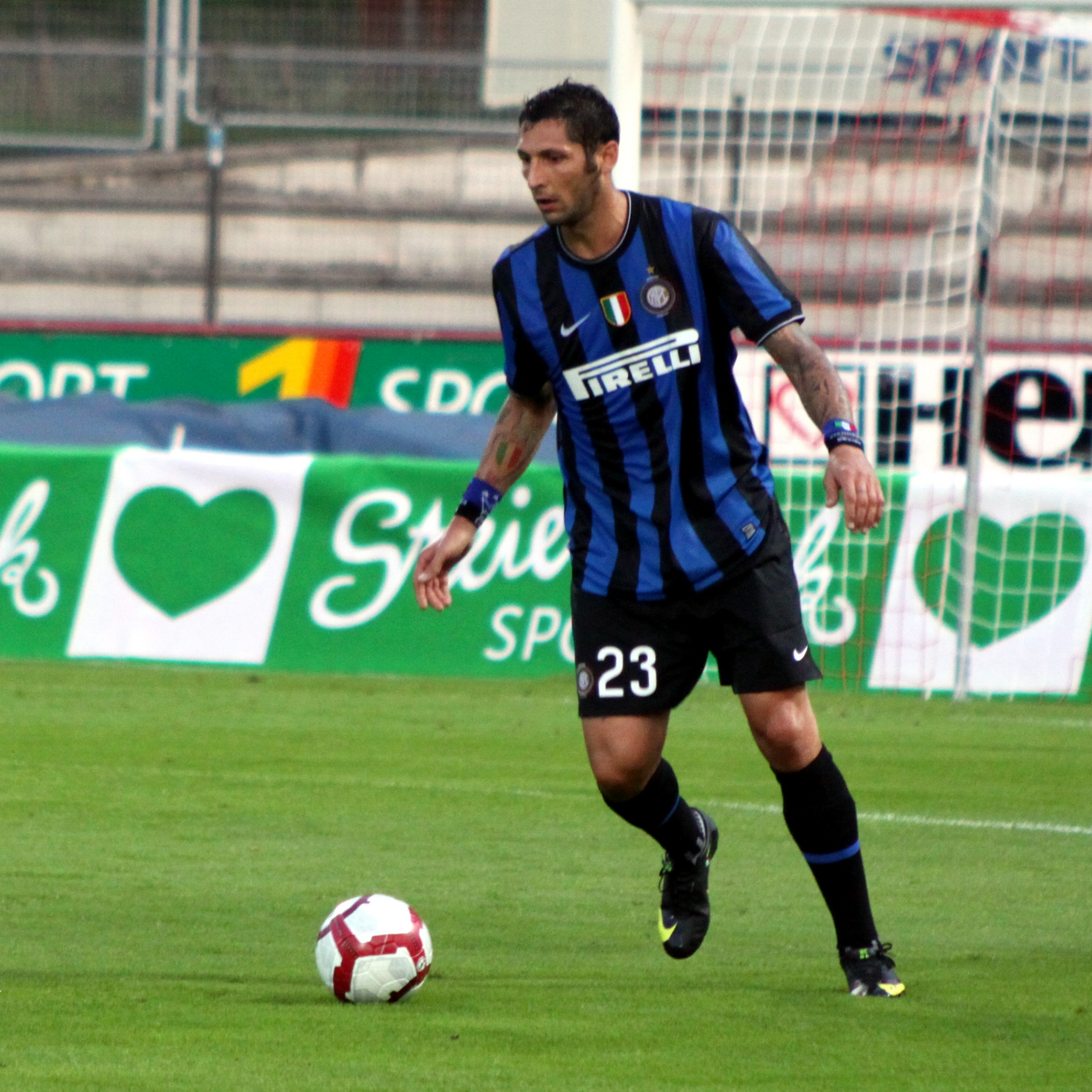
Marco Materazzi
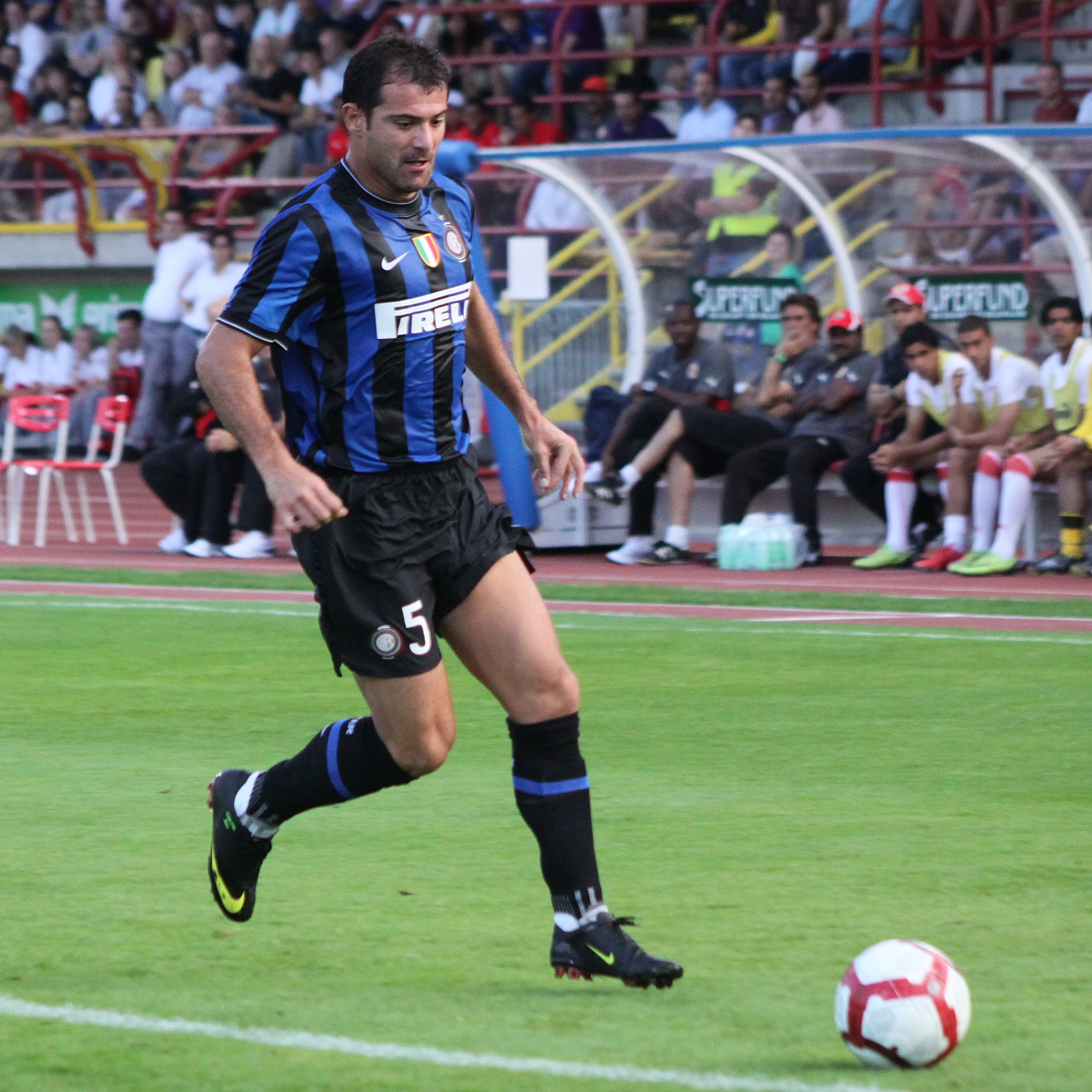
Dejan Stanković
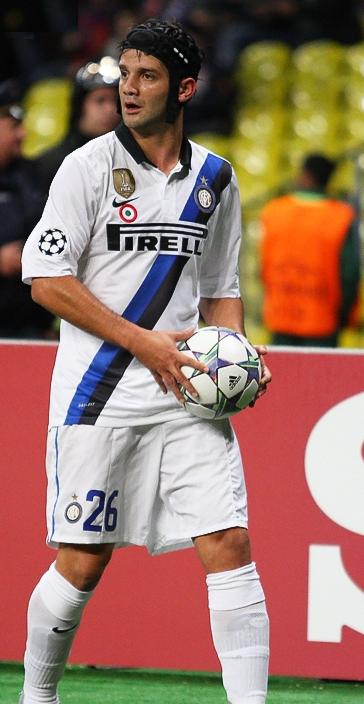
Cristian Chivu
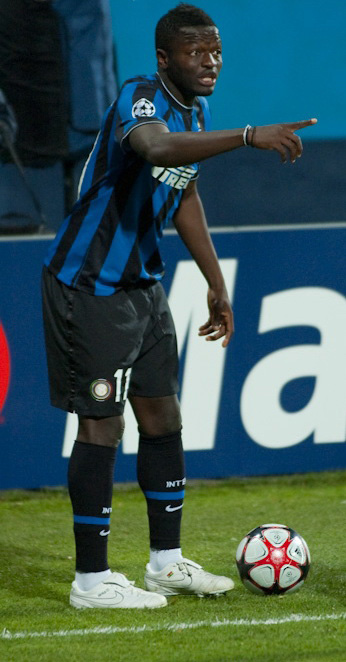
Sulley Muntari
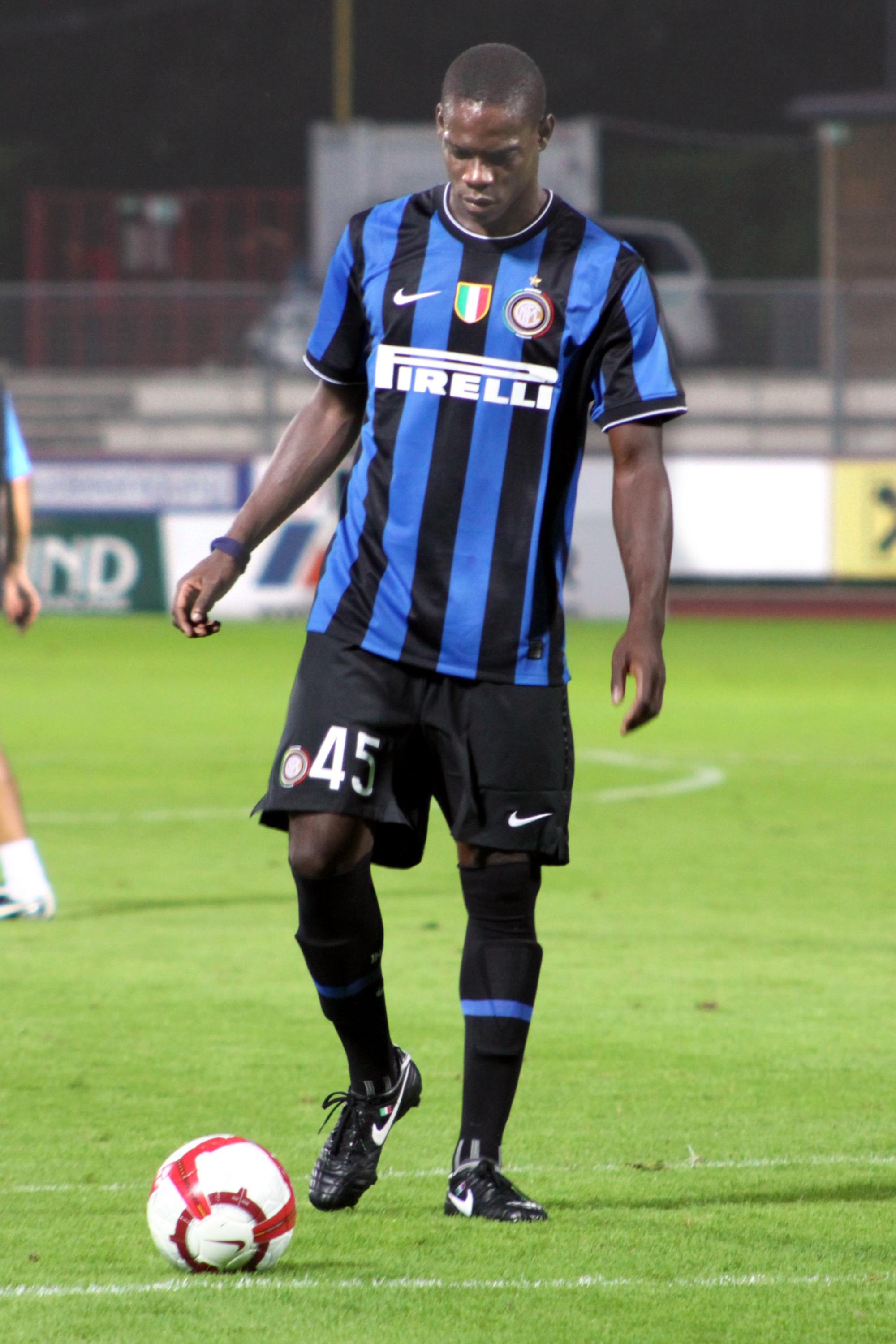
Mario Balotelli
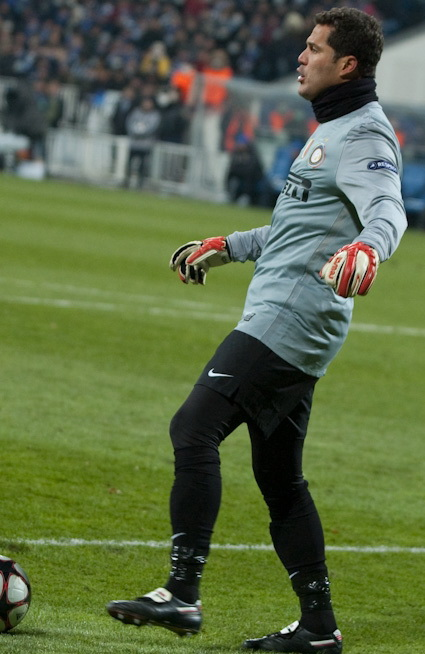
Júlio César
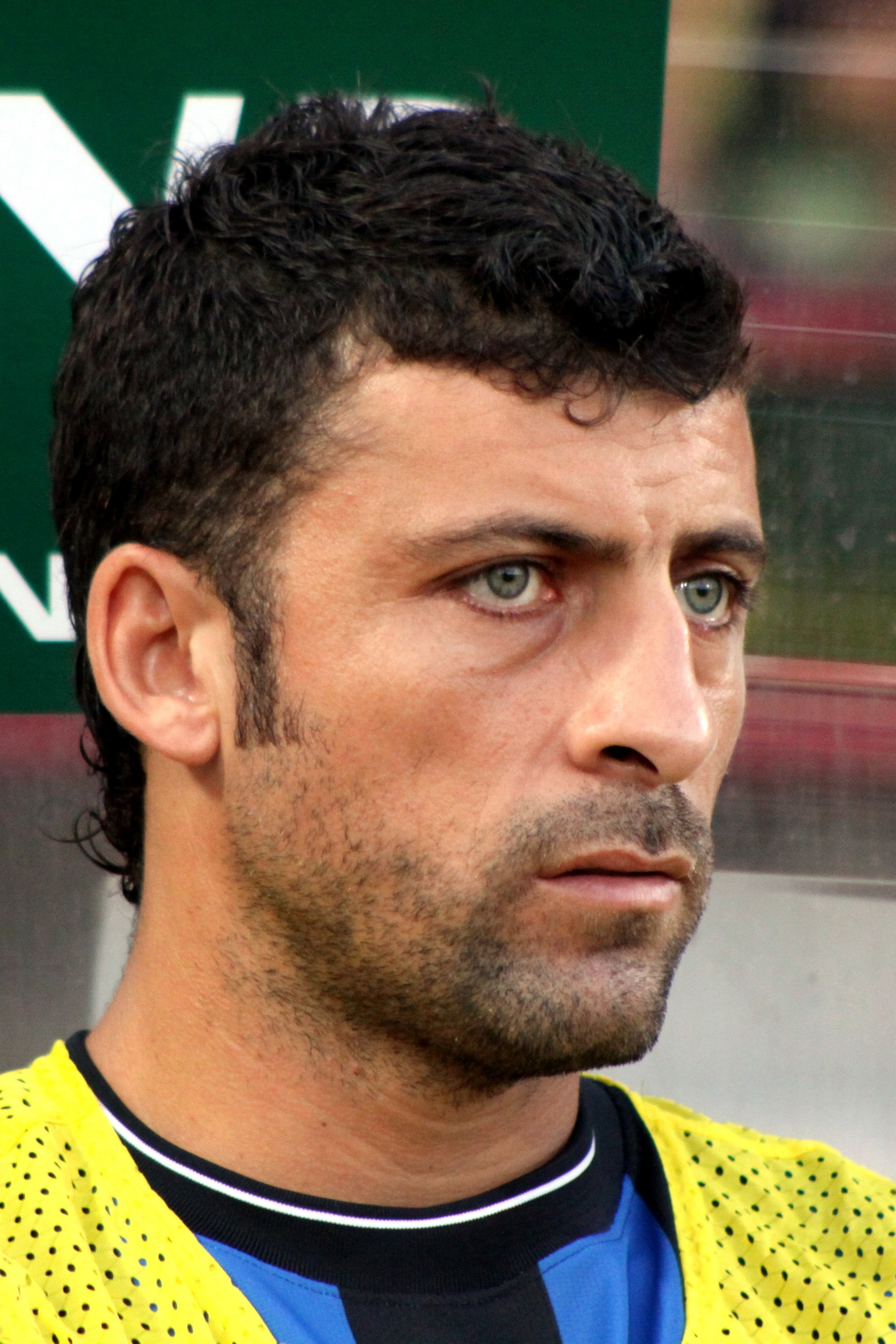
Walter Samuel
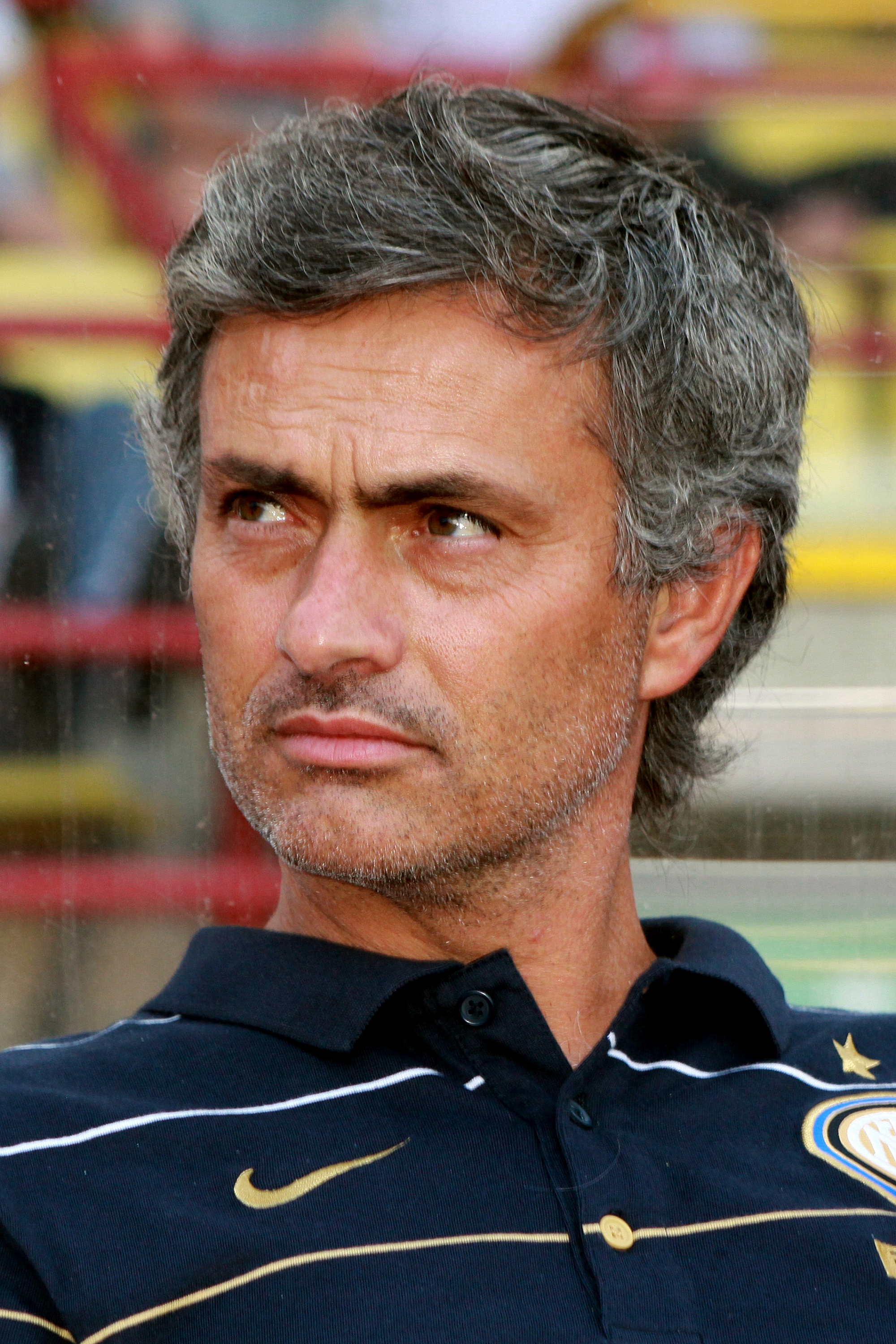
José Mourinho